# Карнапарва

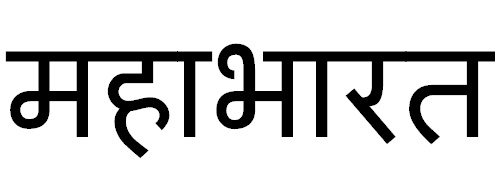
Махабха́рата

Карнапарва (санскр. कर्णपर्व, «Книга о Карне») — восьмая книга «Махабхараты», состоит из 3,9 тыс. двустиший (69 глав по критическому изданию в Пуне). В «Карнапарве» рассказывается о баталиях и поединках в ходе двух (шестнадцатого и семнадцатого) дней восемнадцатидневной битвы на Курукшетре между войсками Пандавов и  Кауравов, завершившихся убиением главнокомандующего Кауравов — Карны, который приходился Пандавам родным (по матери) братом.

## Сюжет
Вайшампаяна рассказывает Джанамеджае о продолжении битвы на Курукшетре. После гибели Дроны Кауравы во главе с Дурьодханой являются к Ашваттхаману и оплакивают его отца. С наступлением ночи цари расходятся по своим шатрам и забываются сном. Лишь Дурьодхана, Духшасана и Шакуни не могут уснуть, терзаясь раскаянием. На заре Кауравы совершают необходимые обряды и, построив войска в боевой порядок, выступают на битву. Главнокомандующим они ставят Карну. Пандавы также выступают из своего лагеря. Сражение между противоборствующими сторонами длится два дня и завершается гибелью Карны от руки Арджуны. Явившись в Город слона, Санджая рассказывает обо всём Дхритараштре.

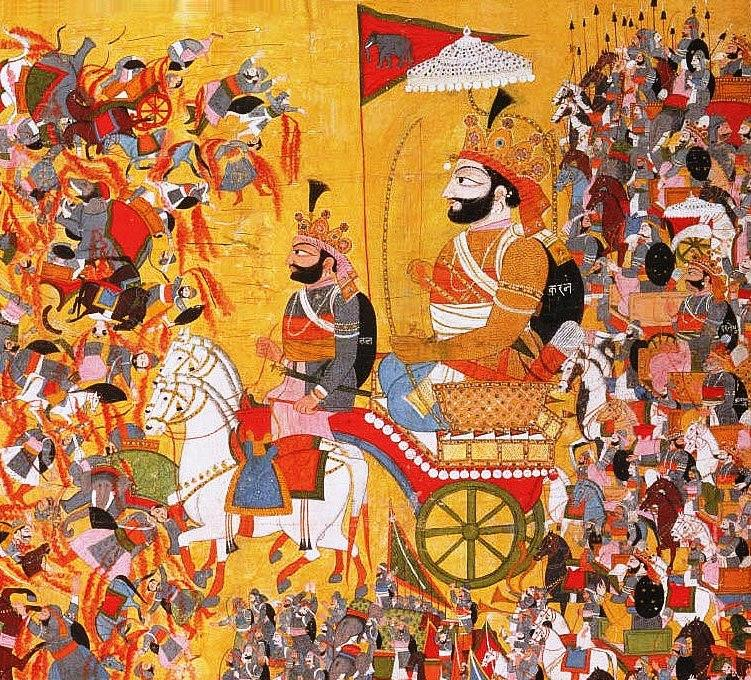
Карна на Курукшетре (справа) командует армией Кауравов в битве с Арджуной (слева). Аноним, Индия, Химачал-Прадеш или Джамму и Кашмир.

Объятый смятением Дхритараштра падает наземь, и Санджае с Видурой с большим трудом удаётся привести его в себя. Обретя снова власть над своим сознанием и набравшись стойкости, царь расспрашивает Санджаю, и тот подробно ему перечисляет павших и выживших Кауравов, а также убитых Пандавов. Тяжко причитая из-за гибели Карны, Дхритараштра вопрошает собеседника обо всех обстоятельствах этого события. Санджая подчиняется воле царя и в деталях излагает продолжение битвы на Курукшетре на шестнадцатый и семнадцатый день.